# Jan Sapieha

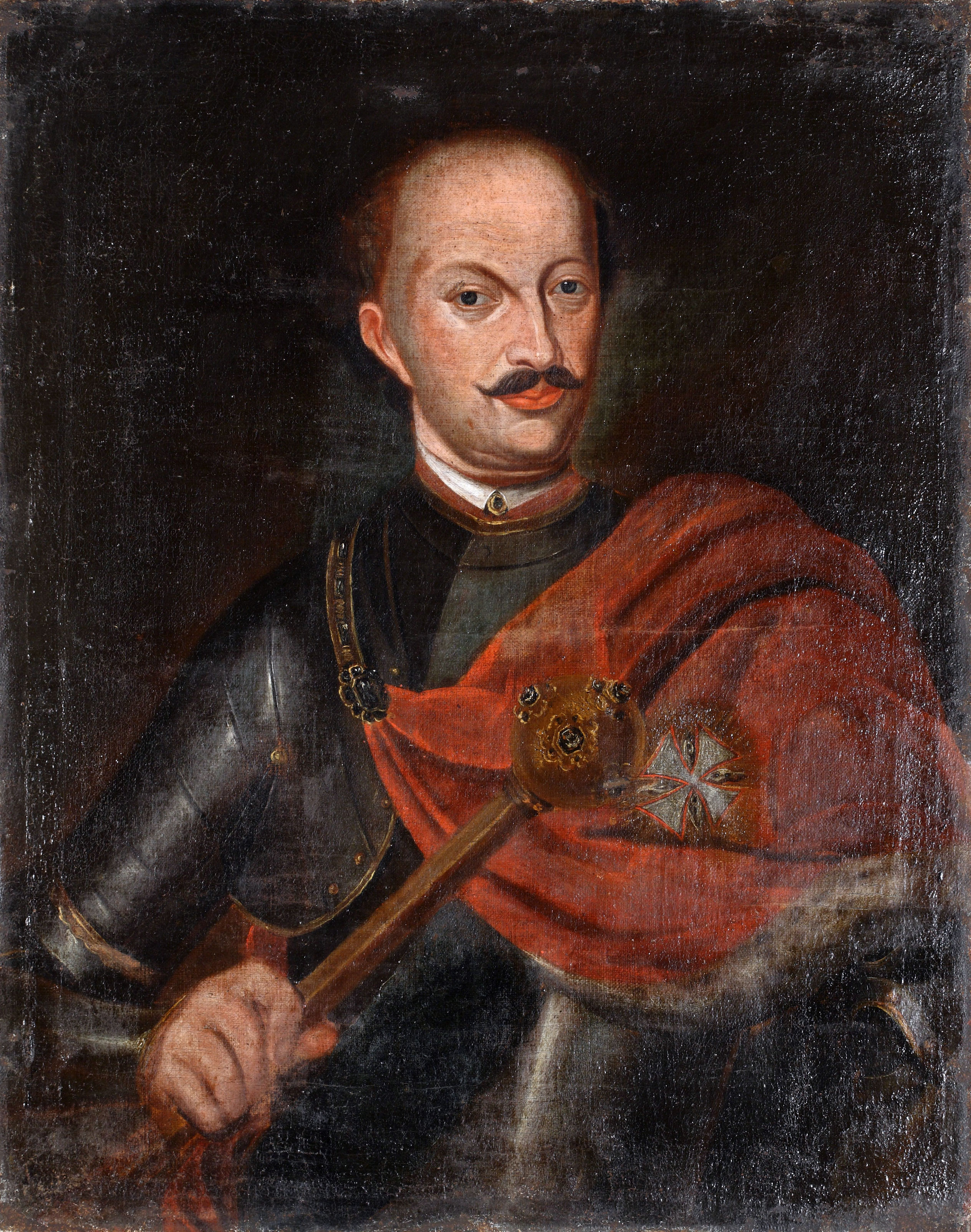
Jan Kazimierz Sapieha als Großhetman

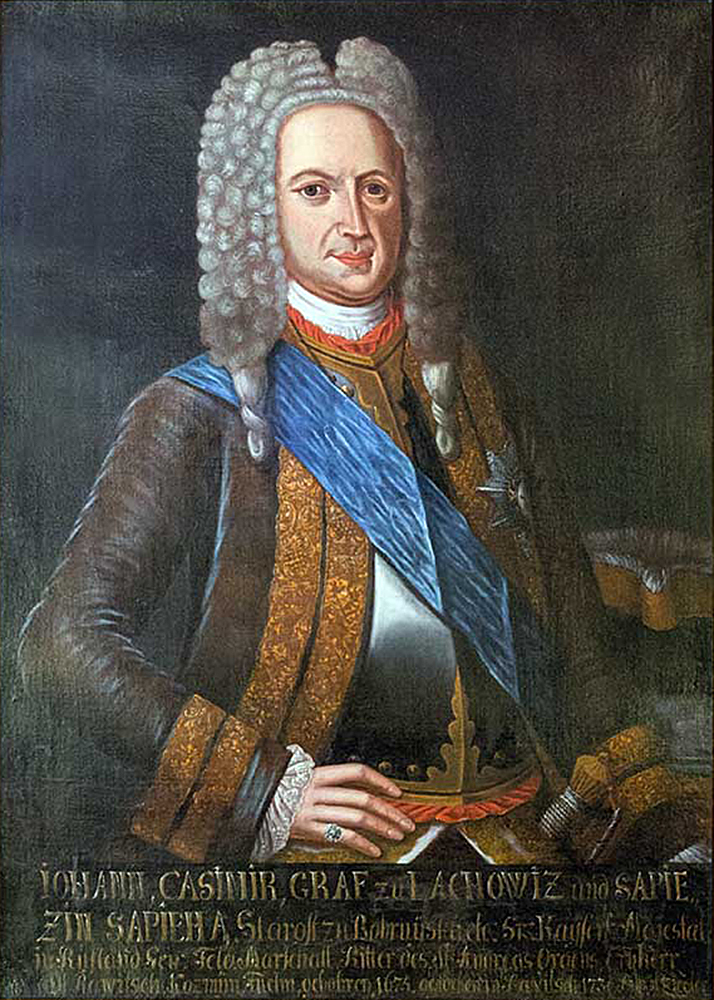
"JOHANN, CASIMIR, GRAF zu LACHOWIZ und SAPIE- ZIN SAPIEHA, Starost zu Bobruÿskÿ etc, Sr. Kaÿserl. Majestät in Rußland Gen. FeldMarschall, Ritter des St. Andreas Ordens, Erbherr [auf] Rawitsch, Kozmÿn, F[uelm], gebohren 1675, gestorben in Rawitsch 1730 [unleserlich]."

Jan Kazimierz Sapieha (deutsch Johann Casimir Sapieha, Graf zu Lachowiz, Wielun, Kozmin und Rawicz; russisch Ян Казимир Сапега; * 1675; † 22. Februar 1730 in Rawitsch) war Großhetman von Litauen und Feldmarschall des Russischen Reiches.

## Leben

### Herkunft und Familie

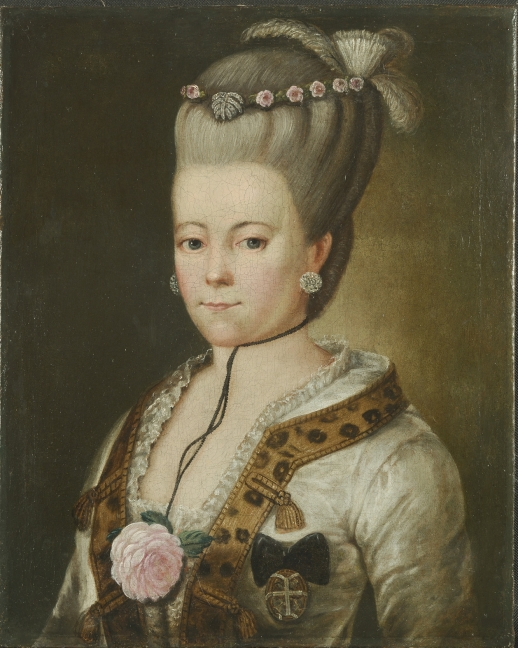
Jans Schwiegertochter Joanna (Jana), geb. Prinzessin Sułkowska

Jan war Angehöriger des litauischen Magnatengeschlechts Sapieha, der Linie Sewerien (die so genannt wurde, da ihr Stammvater Bogdan Sapieha, Woiwode von Smolensk, durch seine Ehe mit Maria, der Erbin von Sewerien, bereits erklärter Herzog von Sewerien war, 1493 aber in russische Gefangenschaft geriet und in der Folge sein Erbrecht auf Sewerien aufgeben musste). Johann III. Sobieski war sein Pate. Seine Eltern waren der Starost Franciszek Stefan Sapieha († 1686) und Anna Krystyna Lubomirska († 1701). Sein Vetter Michael Sapieha, Stallmeister und Feldzeugmeister von Litauen, wurde 1699 für seine Verdienste als kaiserlicher Generalleutnant bei Belgrad, Temeswar und Peterwardein gegen die Osmanen „mit seinem ganzen Hause“ von Kaiser Leopold I. in den römisch-deutschen Reichsfürstenstand erhoben, fiel aber bereits im Jahr 1700. Jans Onkel, die beiden Brüder seines Vaters, Kasimir Paul Johann Graf Sapieha († 1720), Palatin von Wilna, Generalfeldzeugmeister und Groß-Hetman von Litauen, Vater von Jans Vetter Fürst Michael, und Benedikt Paul Graf Sapieha, Groß-Schatzmeister von Litauen, bekamen im Jahre 1700 bzw. 1701 von Kaiser Leopold I. je ein Reichsfürstenstandsdiplom zuerkannt. Sein Großvater mütterlicherseits war Jerzy Sebastian Lubomirski (1616–1667). Seine Brüder waren der Generalmajor Józef Franciszek Sapieha (1670–1744) und der Woiwode Jerzy Felicjan Sapieha († 1750). Über seine Schwester Franciszka Sapieha war er der Schwager Jacob Heinrich von Flemmings (1667–1728).
Er vermählte sich 1699 mit Ludwika Opalinska (1684–1719). Aus der Ehe gingen vier Kinder hervor.
- Graf[6] Piotr Paweł Sapieha (1701–1771), russischer Kammerherr, Woiwode und Starost,

⚭I 1727 Komtess Sofia Maria Skowronska († 1739)
⚭II 1750 Prinzessin Joanna Sulkowska (1736–1800)
- Paweł Sapieha (1714–1737), Starost
- Franciszek Antoni Sapieha († 1731), Abt des Klosters Koprzywnica

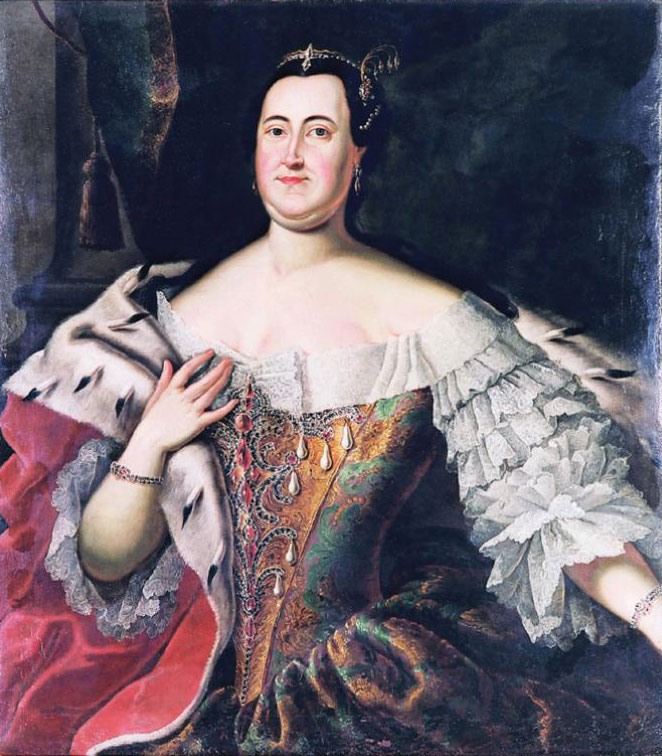
Jans Tochter Fürstin Katharina Sapieha, in geheimer Ehe vermählte Ziwny von Lilienhoff

- Katarzyna Ludwika Sapieha (1718–1779), die 1768 als Gemahlin des Adalbert Paul Ziwny von Lilienhoff und geborene Catharina Gräfin Sapieha auf Rawitsch von König Friedrich II. von Preußen ein Anerkennungsdiplom des gebürtigen Fürstenstandes erhielt,[7] war auch als Fürstin Catharina Sapieha, regierende Frau zu Rawitzsch, bekannt und kaufte 1745 die Minderherrschaft Freihan im Landkreis Militsch,[8] wodurch sie auch als Fürstin Katinka Sapieha auf Freihahn bekannt war, und wo sie mit ihrem zweiten Gemahl in zwar rechtsgültiger, aber geheimer Ehe lebte,[9]

⚭I 1733 Michal Antoni Sapieha (1711–1760), Woiwode
⚭II 1745 Albert Pawel (Adalbert Paul) (Ziwny/Swini) von Lilienhoff, der 1763 von König Friedrich II. von Preußen ein Anerkennungsdiplom des ihm 1756 von der römisch-deutschen Kaiserin Maria Theresia zuerkannten Adels erhielt. Er war Stallmeister in Diensten derer Sapieha.

### Werdegang
Sapieha erhielt seine Ausbildung seit 1685 an den Jesuitenkollegs in Warschau und bis 1692 in Braunsberg. Seine anschließende Kavalierstour führte ihn für fünf Jahre durch Holland, England und Frankreich. Im Jahr seiner Rückkehr 1697 wurde er mit diplomatischen Angelegenheiten der Woiwodschaft Brześć Litewski betraut. Seit 1682 hatte er die Stellung eines Starost zu Babrujskie inne. Im Großen Nordischen Krieg kämpfte er als Parteigänger Stanislaus I. Leszczyńskis mit wechselndem Erfolg. Dieser ernannte ihn 1707 zum Generalstarost in Großpolen. Hiernach war er von 1708 bis 1709 litauischer Großhetman. In dieser Zeit focht er zunächst mit Karl XII. und wechselte dann an die Seite Augusts II. Er schloss sich 1716 der Konföderation von Tarnogród an. Schließlich wechselte er zur russischen Partei und wurde 1726 russischer Feldmarschall und mit dem Alexander-Newski-Orden geehrt. Im Folgejahr 1727 erfolgte seine Ernennung zum Generalgouverneur von St. Petersburg und Ingermanland. Er war ebenfalls Träger des Ordens des Heiligen Andreas des Erstberufenen.

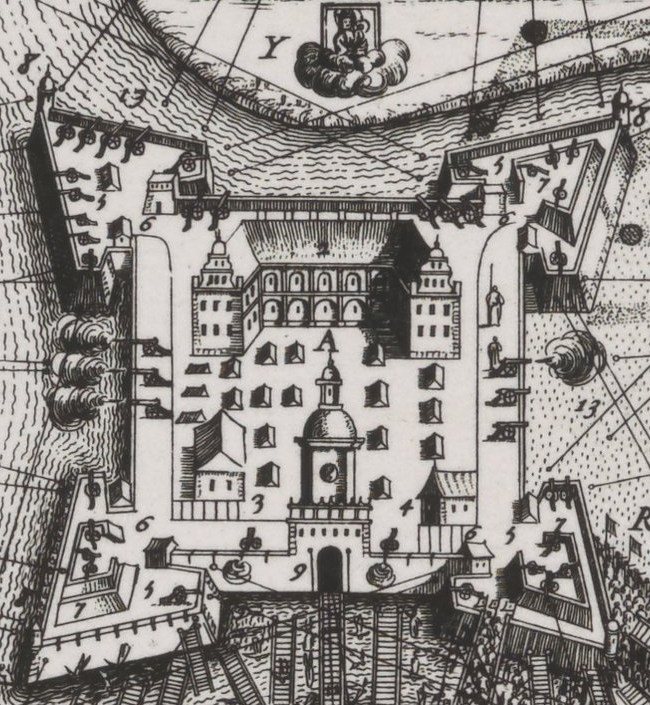
Schloss Lachowiz
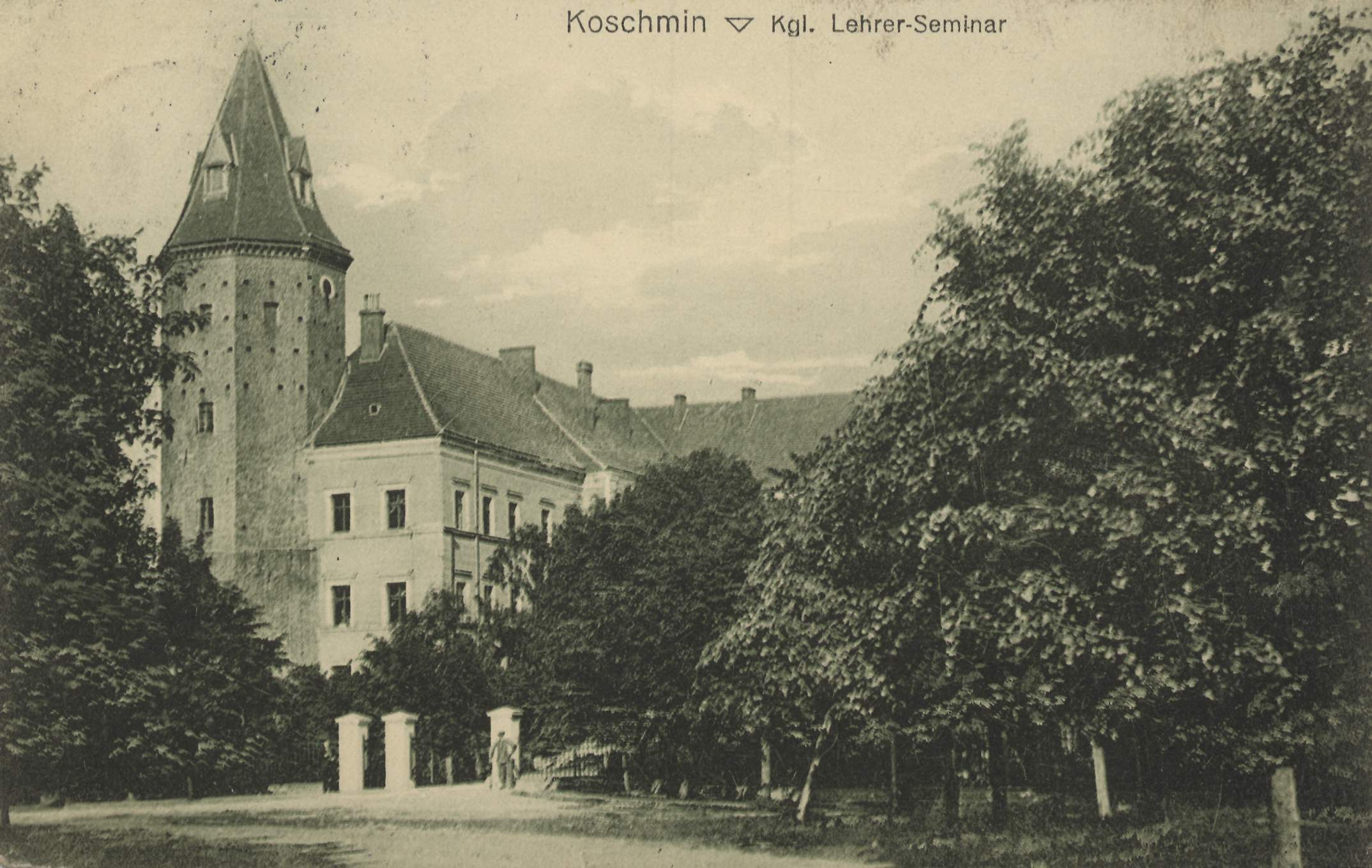
Schloss  Kozmin
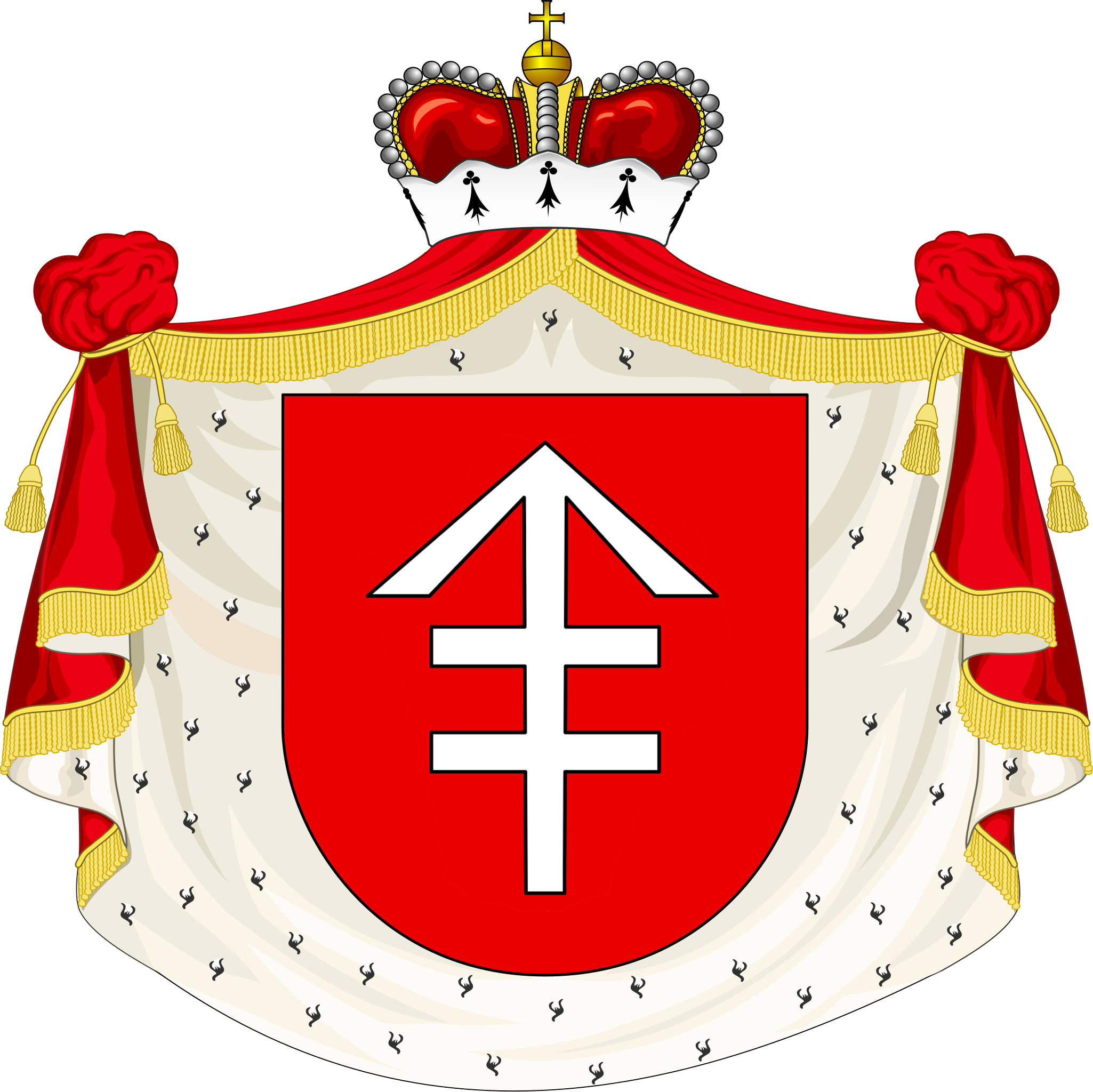
Wappen Lis